# Eurhodope arenella
Eurhodope arenella är en fjärilsart som beskrevs av Abel Dufrane 1955. Eurhodope arenella ingår i släktet Eurhodope och familjen mott. Inga underarter finns listade i Catalogue of Life.